# Ferrante (nome)
Ferrante  è un nome proprio di persona italiano maschile.

## Varianti
- Maschili: Ferrando[1][2]
  - Alterati: Ferrantino[2]
- Femminili: Ferranda[1][2]

## Origine e diffusione
Si tratta di un nome medievale, portato da molti illustri membri del casato Gonzaga durante il periodo di dominazione spagnola in Italia (come Ferdinando I di Napoli, meglio noto come "Ferrante I" o "Don Ferrante"); molto probabilmente costituisce un adattamento dello spagnolo Fernando, forma abbreviata di Ferdinando. 
Non è tuttavia da escludere una parziale derivazione dal termine italiano "ferro", che è alla base anche del nome Ferruccio; in particolare, può richiamare il termine "ferrante", che indica una particolare colorazione grigia del manto dei cavalli. In qualche caso Ferrante è stato adottato nelle comunità ebraiche, venendo usato per tradurre il nome biblico Barzilai (che significa appunto "[fatto di] ferro").
Reso ulteriormente celebre dal personaggio manzoniano di Don Ferrante, il marito di Donna Prassede, il nome viene utilizzato anche nell'Euphues di John Lyly e ne La Certosa di Parma di Stendhal; in Italia è attestato principalmente nel Centro-Nord, specie in Lombardia ed Emilia-Romagna per Ferrante e in Toscana per Ferrando/a, ma la diffusione è comunque scarsa.

## Onomastico
Nessun santo ha mai portato il nome "Ferrante", che quindi è adespota; l'onomastico si può festeggiare il 1º novembre, giorno di Ognissanti, oppure in concomintanza con quello di Ferdinando.

## Persone

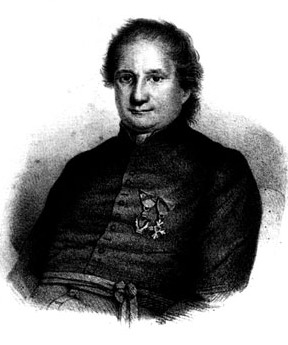
Ferrante Aporti

- Don Ferrante o Ferrante I (propriamente "Ferdinando I"), re di Napoli
- Ferrante Amendola, pittore italiano
- Ferrante Aporti, presbitero, pedagogista e politico italiano
- Ferrante d'Este, esponente della casata estense
- Ferrante de Gemmis, filosofo e letterato italiano
- Ferrante de' Rossi, militare italiano
- Ferrante Fornari, giurista italiano
- Ferrante I Gonzaga, conte di Guastalla
- Ferrante II Gonzaga, prima conte e poi duca di Guastalla
- Ferrante III Gonzaga, duca di Guastalla
- Ferrante Vincenzo Gonzaga, militare italiano
- Ferrante Imperato farmacista e naturalista italiano
- Ferrante Loffredo, marchese di Treviso
- Ferrante Maddalena, politico e letterato italiano
- Ferrante Pallavicino, scrittore italiano
- Ferrante Pierantoni, ingegnere, scienziato e informatico italiano
- Ferrante Sanseverino, principe di Salerno

### Varianti
- Ferrantino Malatesta, condottiero italiano